# Leucargyra puralis
Leucargyra puralis är en fjärilsart som beskrevs av George Francis Hampson 1895. Leucargyra puralis ingår i släktet Leucargyra och familjen Crambidae. Inga underarter finns listade i Catalogue of Life.